# Lymania languida
Lymania languida är en gräsväxtart som beskrevs av Elton Martinez Carvalho Leme. Lymania languida ingår i släktet Lymania och familjen Bromeliaceae. Inga underarter finns listade i Catalogue of Life.